# Brian Elshot
Brian Elshot (Paramaribo, 18 januari 2000) is een Surinaams voetballer die speelt als middenvelder.

## Carrière
Elshot begon zijn carrière in 2017 bij SV Leo Victor en speelde er twee seizoenen. Hij voegde zich in 2019 bij PVV waarmee hij op het hoogste niveau uitkomt. In 2022 maakte hij de overstap naar het Jamaicaanse Cavalier SC Kingston.
Hij speelde in 2018 en 2019 zes interlands voor Suriname en scoorde daarbij een doelpunt.
Op 21 april 2024 was Elshot als trainer van Robinhood U-14 betrokken bij een incident waarbij hij een scheidsrechter fysiek aanviel. Hiervoor bood hij zijn excuses aan.